# 野の花 (ヴォーン・ウィリアムズ)
『野の花』（ののはな、Flos Campi）は、レイフ・ヴォーン・ウィリアムズが1925年にヴィオラ、小規模な合唱と管弦楽のために作曲した組曲。原題の Flos Campi （フロス・カンピ）はラテン語である。

## 概要
この曲の初演は1925年10月10日に、ヘンリー・ウッドの指揮、ヴィオラ独奏はライオネル・ターティス、王立音楽大学の合唱団、クイーンズ・ホール管弦楽団の演奏で行われた。曲に対する当初の反応は賛否両論だった。ヴォーン・ウィリアムズの仲間の作曲家で、近しい友人であったグスターヴ・ホルストは「（私には）理解できなかった」と述べ、曲に対する以上に自分自身に対して失望した。しかしながらこの曲は時を経るに従い、さほど頻繁には演奏されないものの、音楽上の基準のひとつとして受け入れられてきた。独奏を受け持ったターティスは、曲の献呈を受けている。
1927年の演奏会のプログラムで、ヴォーン・ウィリアムズはこう認めている。「『野の花』というタイトルを、キンポウゲやデイジーの咲く雰囲気を暗示するものとしてとらえる人もいた。」実際の楽曲は、赤裸々な官能性と豪華な管弦楽法に彩られており、題材の意味するものを考えるにあたって適切な表現を取っている。また、宗教的な要素を見出す聴衆もいたが、作曲者は曲の宗教性を否定している。
ヴィオラのソロとオーボエの二重奏により開始される冒頭部は、多調を用いた楽曲の例としてよく知られている。

## 演奏時間
約20分-21分

## 楽器編成
ヴィオラ独奏、フルート（ピッコロ持ち替え）、オーボエ、クラリネット、ファゴット、ホルン、トランペット、打楽器（大太鼓、テーバー、シンバル、トライアングル）、ハープ、チェレスタ、弦楽合奏（第1ヴァイオリン6、第2ヴァイオリン5、ヴィオラ4、チェロ3、コントラバス2を超えない編成）、20人から26人（ソプラノ、アルトにそれぞれ6人から8人、テノールとバスにそれぞれ4人から5人）の8部の合唱

## 楽曲構成
この曲は協奏曲でも合唱曲でもないが、ヴィオラと歌詞を持たない（ヴォカリーズ）合唱に特に焦点があてられている。曲は続けて演奏される6つの楽章に分かれており、それぞれが雅歌の韻文に導かれる。
1. Sicut Lilium in spinas （レント）
2. Jam enim hiems transiit （アンダンテ・コン・モート）
3. Quaesivi quem diligit anima mea （レント - アレグロ・モデラート）
4. Et lectulum Salomonis （モデラート・アラ・マルチア）
5. Revertere, revertere Sulamitis! （アンダンテ・クワジ・レント）
6. Pone me ut signaculum （モデラート・トランクィロ）

同じヴォーン・ウィリアムズの『南極交響曲』同様、聴衆は引用文を読むことを求められているが、これは演奏の一部として扱われることはない。引用文は下記の通りである。
| ラテン語の原詩 Sicut Lilium inter spinas, sic amica mea inter filias... Fulcite me floribus, stipate me malis, quia amore langueo. Jam enim hiems transiit; imber abiit, et recessit; Flores apparuerunt in terra nostra, Tempus putationis advenit; Vox turturis audita est in terra nostra. Quaesivi quem diligit anima mea; quaesivi illum, et non inveni... 'Adjuro vos, filiae Jerusalem, si inveneritis dilectum meum, ut nuntietis et quia amore langueo'... Quo abiit dilectus tuus, O pulcherrima mulierum? Quo declinavit dilectus tuus? et quaeremus eum tecum. En lectulum Salomonis sexaginta fortes ambiunt... omnes tenentes gladios, et ad bella doctissimi. Revertere, revertere Sulamitis! Revertere, revertere ut intueamur te... Quam pulchri sunt gressus tui in calceamentis, filia principis. Pone me ut signaculum super cor tuum. | 英語訳 As the lily among thorns, so is my love among the daughters... Stay me with flagons, comfort me with apples; for I am sick with love. For, lo, the winter is past, the rain is over and gone, the flowers appear on the earth, the time of the singing of birds is come, and the voice of the turtle is heard in our land. I sought him whom my soul loveth, but I found him not... 'I charge you, O daughters of Jerusalem, if ye find my beloved, that ye tell him I am sick with love'... Whither is thy beloved gone, O thou fairest among women? Whither is thy beloved turned aside? that we may seek him with thee. Behold his bed [palanquin], which is Solomon's, three score valiant men are about it... They all hold swords, being expert in war. Return, return, O Shulamite! Return, return, that we may look upon thee... How beautiful are thy feet with shoes, O Prince's daughter. Set me as a seal upon thine heart. |